# Sextante Bris

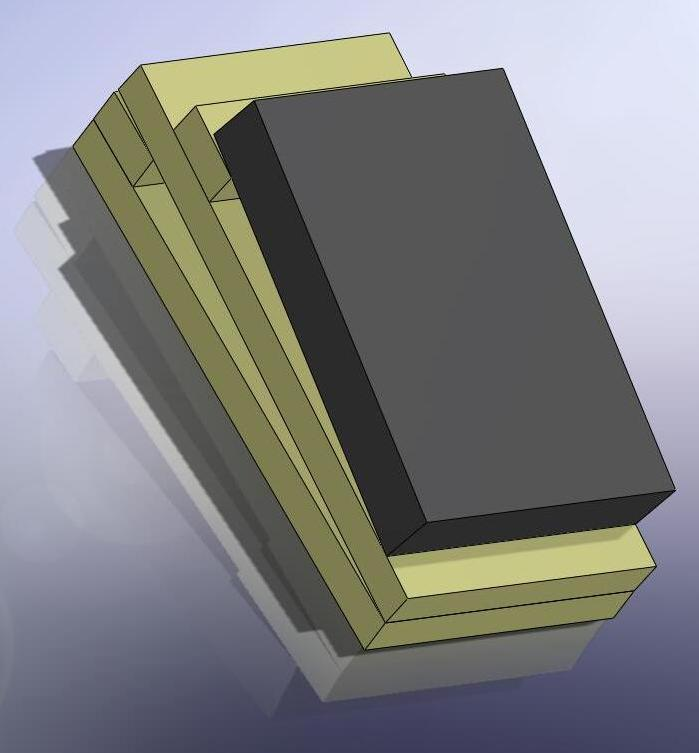
Mini sextante Bris.

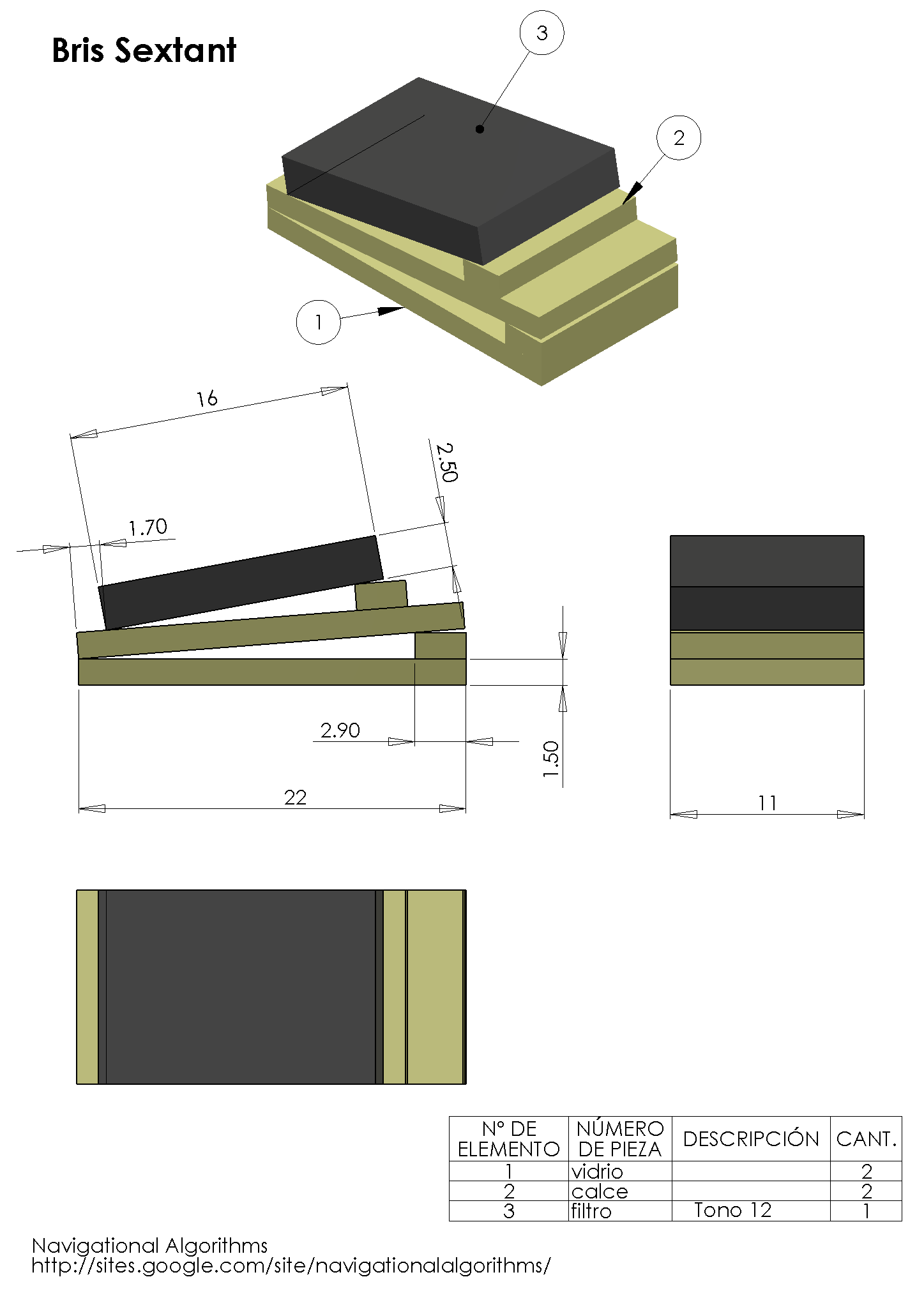
Plano de construcción de un sextante Bris.

El sextante Bris o Bris mini-sextante, no es propiamente un sextante, es un pequeño dispositivo de medida de ángulos usado en navegación astronómica.
Fácil de fabricar a un bajo coste, sirve como instrumento de precisión para calcular la posición sobre la base de observaciones del Sol, puede ser por ello un buen sistema de reserva en caso de fallo del GPS. También sirve como “juguete” educativo a los interesados en aprender y practicar navegación astronómica.
El inventor del sextante Bris es Sven Yrvind (Lundin), que lo desarrolló como parte de un proyecto de búsqueda de un aparato de bajo coste y tecnología que pudiera usarse en los viajes transoceánicos. Está hecho de dos estrechas piezas planas de vidrio, (portaobjetos de microscopio), montadas de manera rígida y permanentemente en forma de V a un tercer trozo de vidrio plano con filtro solar para proteger el ojo.

## Funcionamiento
Al mirar el Sol a través del Bris, por reflexión se verá ocho soles, tres de ellas más brillantes que las otras cinco.
El instante en que el limbo de estas imágenes toca el horizonte se produce en un ángulo dado. Para conocer la altura asociada a cada imagen en dicho instante, el sextante Bris debe calibrase en una posición geográfica conocida con un reloj preciso y un almanaque náutico:
- Se obtienen las coordenadas (latitud y longitud) de la posición de observación (con un GPS por ejemplo).
- para el instante en que cada limbo de cada imagen reflejada toca el horizonte, se anota el tiempo UT1.
- del almanaque náutico se obtiene la declinación y el ángulo horario en Greenwich del sol para dichos tiempos (Dec, GHA).
- La altura verdadera de astro (Ho.) se calcula a partir de la ecuación de la circunferencia de alturas iguales:

```

  

    

      

        
s

        
i

        
n

        
H

        
o

        
=

        
s

        
i

        
n

        
L

        
a

        
t

        
∗

        
s

        
i

        
n

        
D

        
e

        
c

        
+

        
c

        
o

        
s

        
L

        
a

        
t

        
∗

        
c

        
o

        
s

        
D

        
e

        
c

        
∗

        
c

        
o

        
s

        
(

        
G

        
H

        
A

        
+

        
L

        
o

        
n

        
)

        

      

    

    
{\displaystyle sinHo=sinLat*sinDec+cosLat*cosDec*cos(GHA+Lon)\,}

  

```

De esta forma se construye una tablilla, que es propia de cada sextante, que permitirá conocer la altura medida en cualquier otra posición desconocida, permitiendo así calcularla por los métodos de la navegación astronómica. Una ventaja adicional es que no es necesario aplicar corrección alguna a la altura medida, ya que en el proceso de calibración se tuvieron en cuenta todas las correcciones, (error instrumental, refracción, paralaje, semidiámetro, etc.).

## Etimología
Bris viene del sueco brisa. Es también el nombre utilizado por Yrvind para varias de sus embarcaciones a vela.